# Dirk Diricks
Dirk Diricks (geboren 1613 in Hamburg; gestorben am 11. Mai 1653 ebenda) war ein deutscher Kupferstecher.

## Leben und Wirken
Dirk Diricks war der Sohn des Kupferstechers Jan (Johan Hans) Diricks von Campen. Der Vater übersiedelte kurz nach der Geburt des Sohnes nach Kopenhagen. Diricks erhielt dort von seinem Vater Unterricht und soll dort „Jagdbilder u[nd] Bildnisse gestochen haben“. Er kehrte in den 1630er Jahren nach Hamburg zurück und heiratete im Jahr 1635 Adelheid (geborene Wolters). Aus der Verbindung gingen zwei Söhne und zwei Töchter hervor. Am 17. Mai 1653 wurde er in der Hamburger Petrikirche bestattet. In der Leichenpredigt zu seinem Tod wurden sein Leben und seine Werke gewürdigt, sie seien sowohl in Italien als auch in Holland bekannt gewesen.
Die Werke sind qualitativ unterschiedlich, teilweise als mittelmäßig im Vergleich mit Zeitgenossen wie A. Haelweg, bewertet worden. Die Monogramme auf seinen Werken zeigen oftmals den vollen Namen, einige mit dem Zusatz „Hamb.“, aber auch Kürzel wie „D. D. f.“ oder „D. D. H. f.“ Manche Bildnisse waren auch mit „Dirk Diricksen Hamb. sculp.“ signiert.

## Bekannte Arbeiten
- Superintendent Johannes Clüver[3] von Meldorf († 1633).
- Bildnisse des Herzogs Friedrich von Holstein-Gottorf[4] und der Herzogin Marie Eleonore[1] (vermutlich ist hier Maria Elisabeth gemeint[5]).
- Titelblatt zu Philipp von Zesens Werk Poetischer Rosen-Wälder Vorschmack 1642.[6]
- Heinrich Giesebert, 1641.
- Johannes Rotlöben, 1641.
- Ansicht von Hamburg in Vogelperspektive von 1644.[7]
- Abbildung des Pastors Johann Neukrantz.[8]
- Titelblatt in Justus Georg Schottelius Teutscher Vers- und Reimkunst 1645.[9]
- Titelblatt zu Gottfried Finckelthaus Lustige Lieder Anno 1648.[10]
- Titelblatt zu Arnold Möllers[11] Schreibstübelein Teil III, erschienen etwa 1647 oder 1650.[12]
- Gottfried Schultze in dessen Werk New augirte Chronica von 1650.[13]
- Peter Lambeck 1651.[14]
- Hadrian â Minsicht.[15]
- Superintendent Joachim Lütkemann Apostolische Auffmuterung zum lebendigen Glauben in Christo Jesu… 1651.[16]
- Bildnisse der Theologen Konrad Dieterich und Christian Matthias und des Domkantors Thomas Sellius[17] von 1653.
- Christoph Achatius Hager (1584–1657, Rechenlehrer) 1654 (bez. Diricksen, vermutlich von seinem Sohn gefertigt, da er ja bereits 1653 verstorben ist).[18]

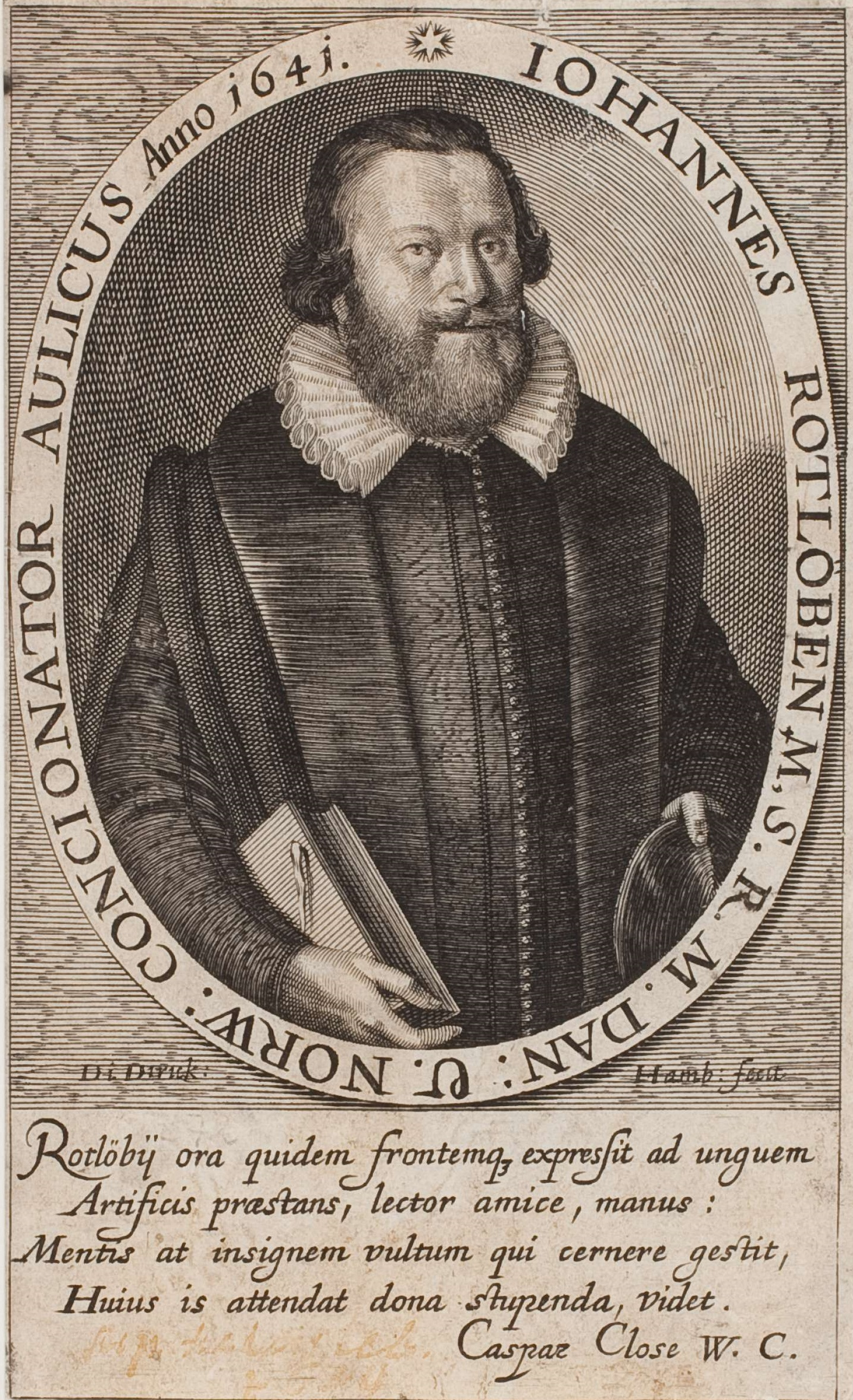
Johannes Rotlöben 1641
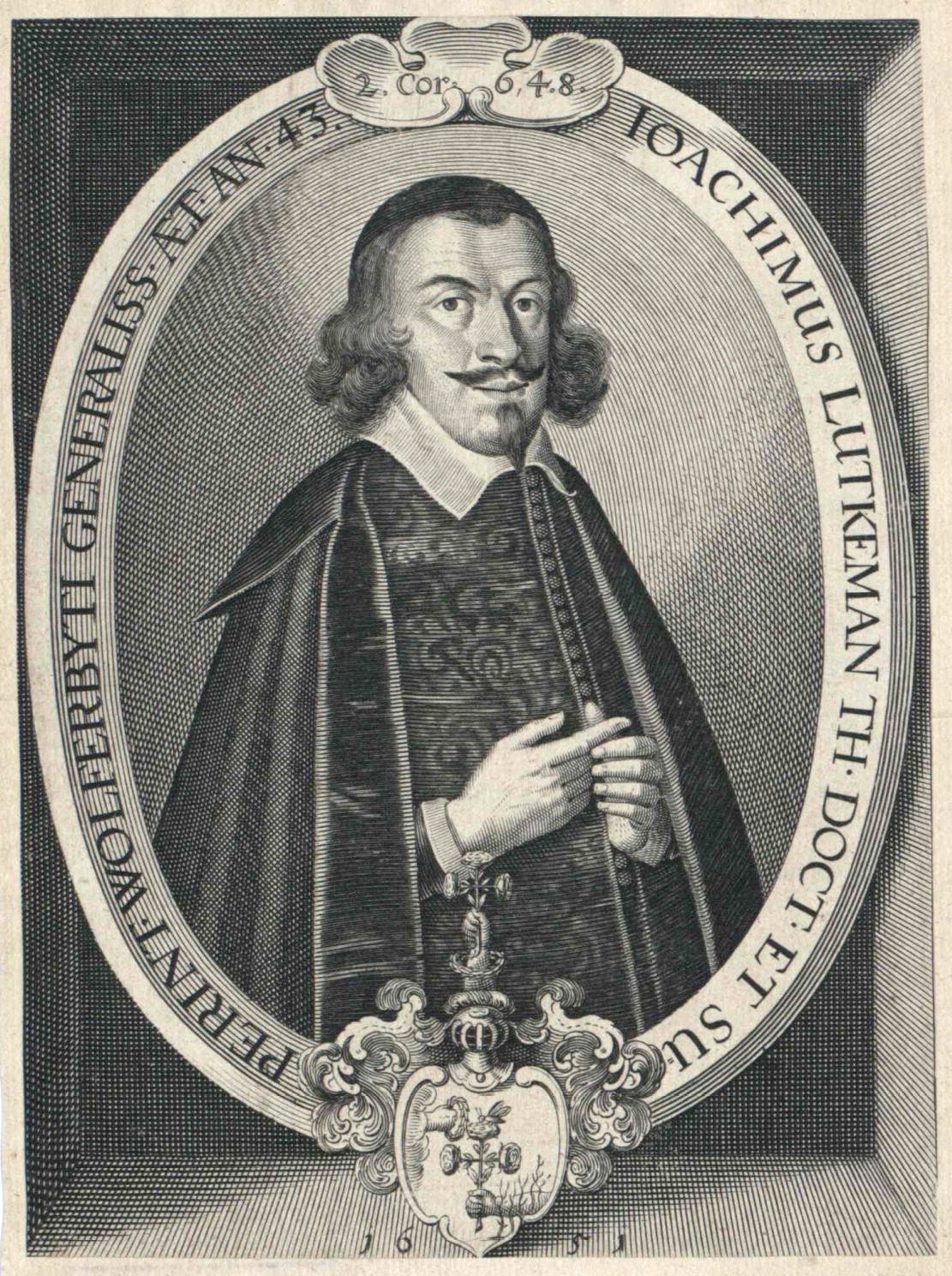
Joachim Lütkemann 1651
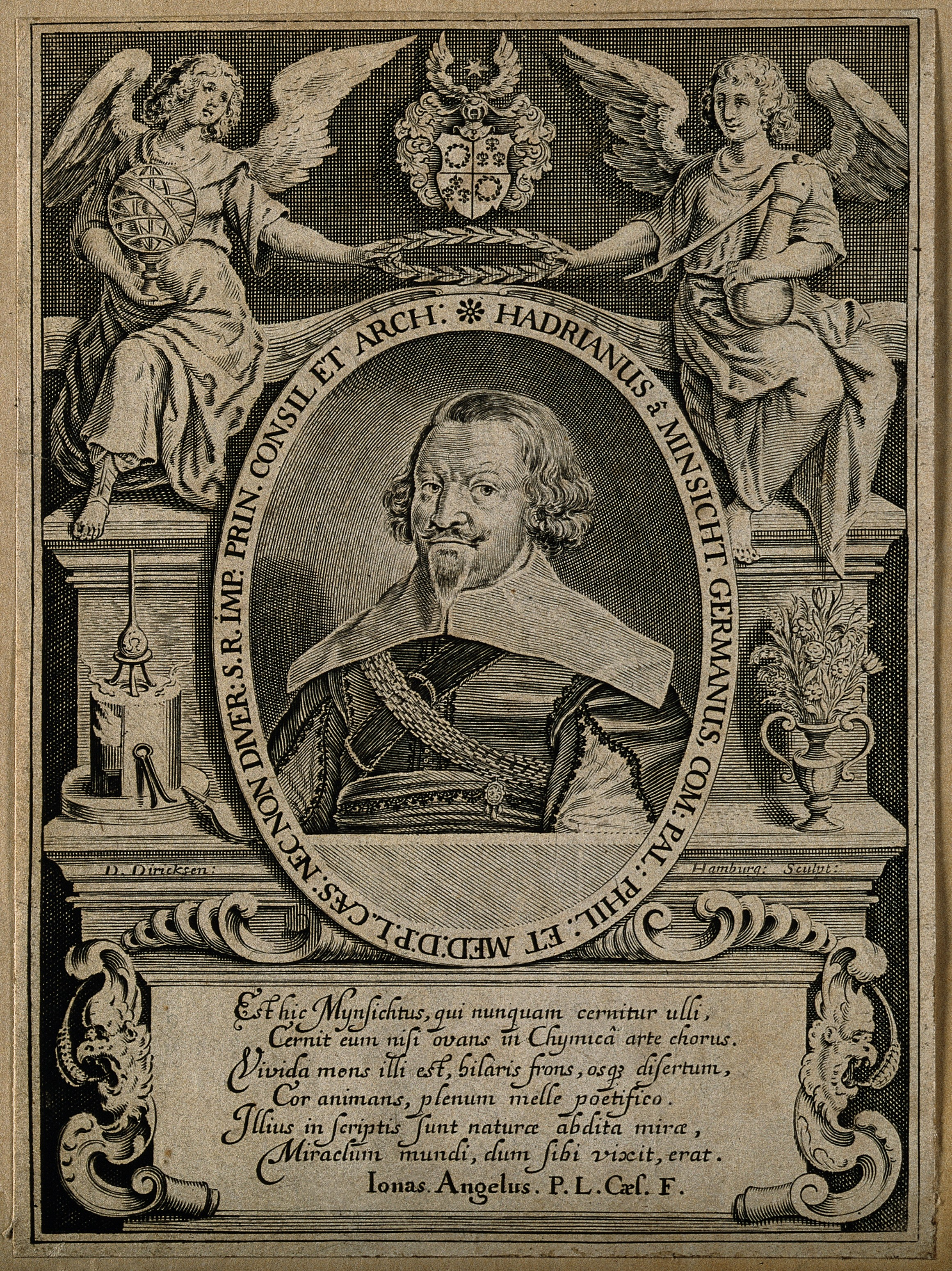
Adrian von Mynsicht
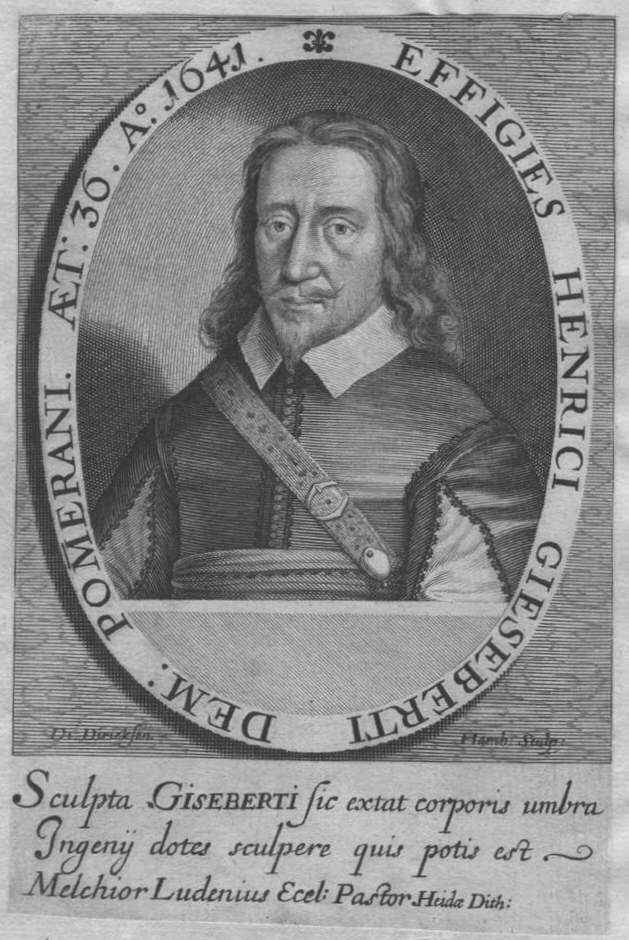
Heinrich Giesebert 1641